# Stativ
| Stativ |                                                                     |
| --- | ------------------------------------------------------------------- |
| Bordsstativ Tre olika typer av stativhuvuden: Vänster: ett videohuvud Center: en kulled Höger: ett trevägs kamerahuvud Typer av stativ Stödbensstativ \| Monopod Bipod Tripod \| – (enbensstöd/stativ) – (tvåbensstöd/stativ) – (trebensstöd/stativ) \| |                                                                     |
| Monopod Bipod Tripod | – (enbensstöd/stativ) – (tvåbensstöd/stativ) – (trebensstöd/stativ) |

Ett stativ är en ställning med ben som används för att hålla upp ett instrument. Stativet används av två anledningar – dels för att instrumentet skall kvarstå i sin position eller hållas stabilt och undvika vibrationer. Generellt ställer kravet på stabilitet större krav på utförandet, och större krav på stabilitet kräver tyngre stativ. Det finns också små stativ för att fixera en stillbildskamera eller videokamera vid exempelvis ett bord eller instrumentpanelen på en bil.

## Stillbildsfoto

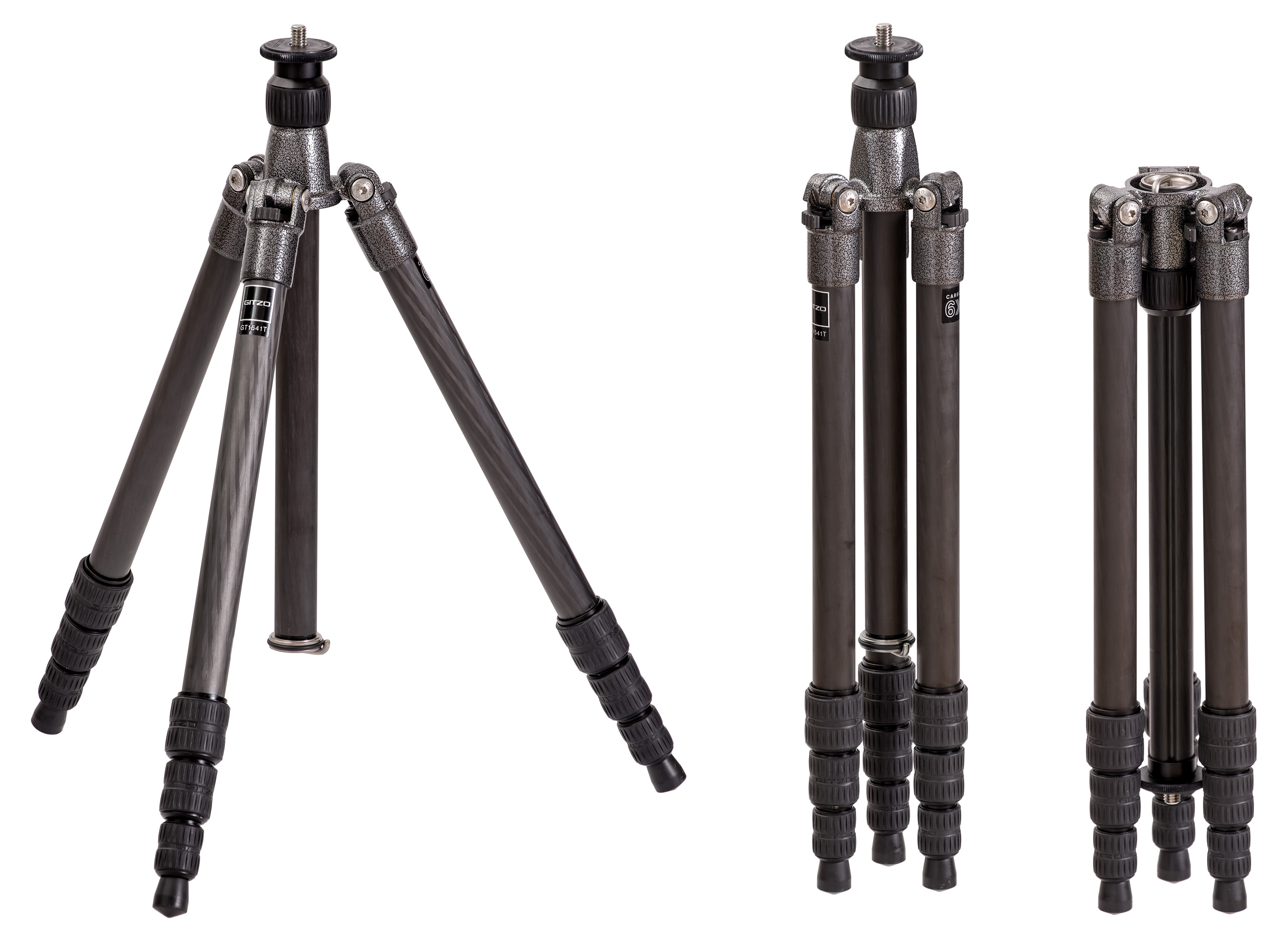
Trebensstativ för kamera

För stillbildsfotografering är (förutom för riktigt lätta billiga stativ som bara är ämnade att hålla kvar kamerans position) kravet oftast att kunna undvika vibrationer under exponeringstiden, och resultatet beror i mångt och mycket på val av kamerautrustning och exponeringstid (se diskussion under slutartid). Ofta är också flexibla inställningsmöjligheter av intresse, eftersom en stillbildskamera bland annat kan användas på högkant. Stativet ska kunna fixera kameran i ett godtyckligt läge, men möjligheterna att röra på kameran i olika lägen är av mindre intresse. Man använder treledade stativhuvuden för att kunna ställa in läget i tre dimensioner alternativt en kulled som kan ställas i godtycklig position.

## Filmkameror
För rörliga bilder finns oftast inget intresse av att kunna ställa kameran på högkant. Det är däremot viktigt att kunna röra kameran i mjuka panoreringar och under tiden kunna hålla den horisontell. Stativet ska därför kunna nivelleras, så stativhuvudet bara kan roteras runt den vertikala axeln alternativt vinklas i höjdled. Kikare för fågelskådning har också kravet på att man ska kunna göra mjuka panoreringar, och man använder därför samma stativ till filmkameror som till fågelskådning.

## Astronomiska teleskop
Astronomiska teleskop kräver att man kan följa objekt på stjärnhimlen, och stationära sådana är ofta konstruerade så att teleskopet har en rotationsaxel som är parallell med jordens, och teleskopet roteras sedan kontinuerligt med en hastighet av ett varv per dygn runt denna axel (så kallad "ekvatoriell montering"). Större motordrivna, datorstyrda teleskop använder vanligen en altazimutal montering (med en axel parallell med lodlinjen), eftersom denna är stabilare, liksom smärre mobila teleskop ("trottoarteleskop").

## Mindre stativlösningar
Med monterade ministativ på några decimeters längd kan en kamera exempelvis placeras i valfri lutning på ett bord.
Ett alternativt "stativ" kan tillverkas av ett oelastiskt snöre. Om snöret fixeras i/under kameran (förslagsvis via stativfästet eller i ett monterat ministativ) samt med andra änden under fotografens fot och därefter spänns, uppnås en stativfunktion som ger bättre stabilitet än hos en helt fritt hållen kamera.

## Militärt

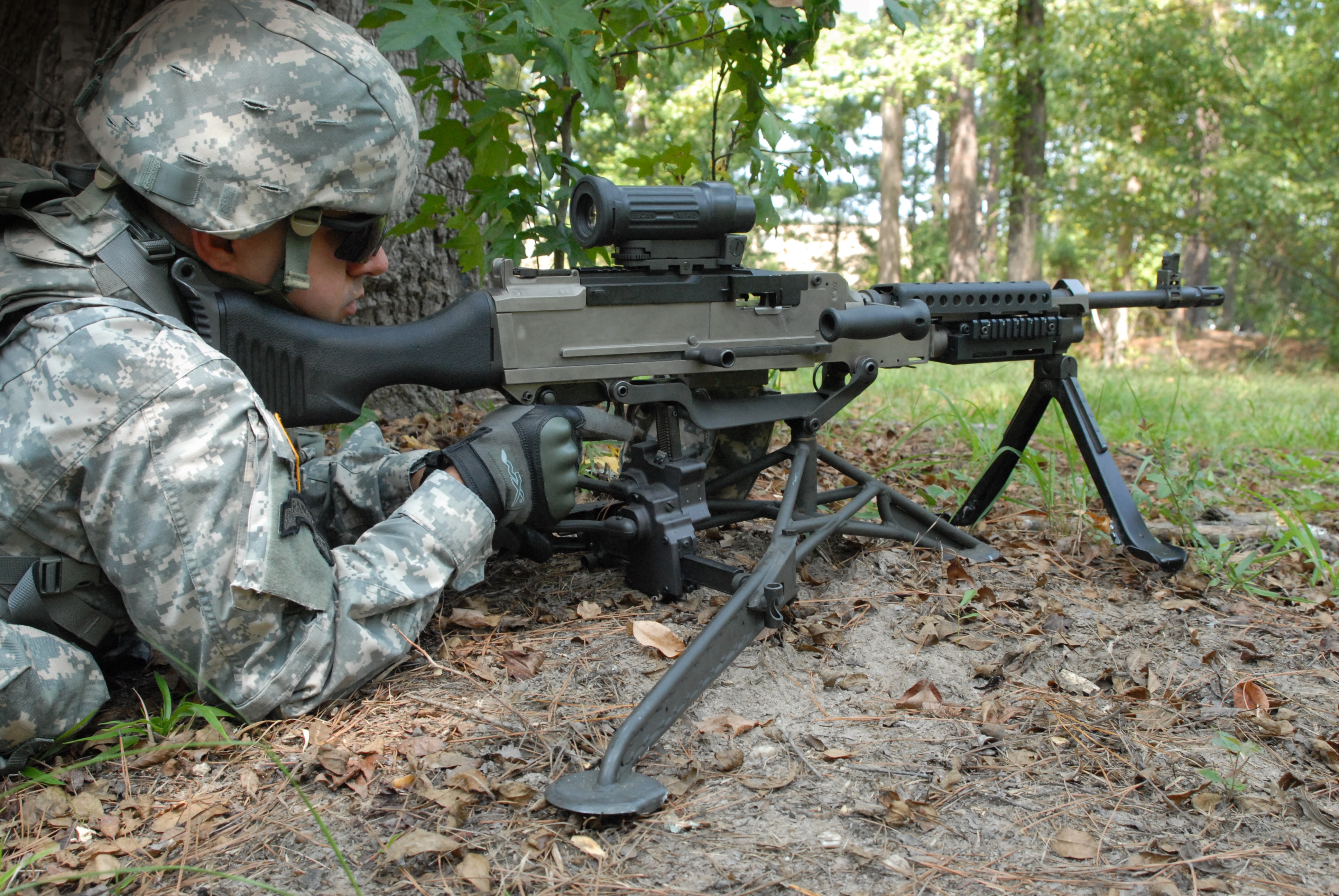
En M240-kulspruta försedd med både trebensstativ och tvåbensstativ.

Inom det militära förekommer stativ för diverse olika lösningar. Stativ används bland annat för att hålla uppe olika antenner och liknande i fält, men förekommer framför allt som stöd för olika vapen, då vanligen kallat benstöd och liknande. Handeldvapen av tyngre typ, till exempel lätta kulsprutor och gevär är vanligen försedda med tvåbensstativ, medan tyngre vapen ofta förekommer med trebensstativ.